# Boulevard de Bercy
Pour les articles homonymes, voir Bercy.
Le boulevard de Bercy est un boulevard du 12e arrondissement de Paris, en France.

## Situation et accès
Le boulevard est le prolongement du pont de Bercy, lui-même le prolongement boulevard Vincent Auriol. Le boulevard est prolongé par le boulevard de Reuilly. Il est desservi par les lignes de métro 6 et 14 à la station Bercy et par la ligne 6 à la station Dugommier.

## Origine du nom
Le nom du boulevard renvoie à l’ancienne commune de Bercy qu’il longeait.

## Historique

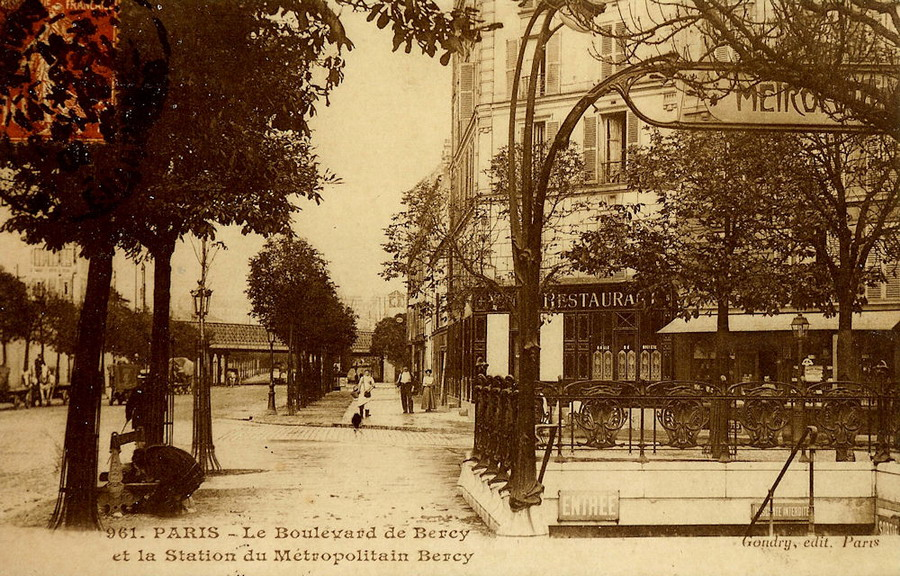
Le boulevard de Bercy vers 1900 (partie entre la rue de Bercy et la rue de Charenton).

Ce boulevard est tracé sur l'emplacement du mur des Fermiers généraux et de ses voies associées, tant internes qu'externes.
Anciennement, c'était :
à l'extérieur de l'ancien mur d'octroi :
- - le boulevard de la Rapée, pour la partie située entre les actuels quai de Bercy et rue de Bercy ;
  - la place Cabanis, située au débouché l'actuelle rue de Bercy ;
  - le boulevard de Bercy, pour la partie située entre les actuelles rues de Bercy et de Charenton.

À l'intérieur de l'ancien mur d'octroi :
- - le chemin de ronde de la Rapée pour la partie située entre les actuels quai de la Rapée et rue de Bercy ;
  - la place de la Barrière-de-Bercy située au débouché l'actuelle rue de Bercy ;
  - le chemin de ronde de ronde de Bercy pour la partie située entre les actuelles rues de Bercy et de Charenton ;
  - la place de la Barrière-de-Charenton située au débouché l'actuelle rue de Charenton.

Le boulevard est créé en 1811 sur l'ancien mur des Fermiers généraux et prend son nom en 1864.
Avant la construction du Palais Omnisports en 1979, les entrepôts de Bercy s'étendaient jusqu'au remblai du métro. Sur le tronçon du quai de Bercy à la rue de Bercy, le boulevard était donc limité à la partie au nord-ouest de ce remblai.

## Bâtiments remarquables et lieux de mémoire
Situé dans le prolongement du pont de Bercy, il est longé de part et d'autre par les bâtiments du ministère de l'Économie, des Finances et de l'Industrie et de Bercy Arena, puis traverse la rue de Bercy au niveau de la place du Bataillon-du-Pacifique, avant de franchir, par une succession de ponts et de tunnels, les voies ferrées partant de la gare de Lyon toute proche. Il est ensuite prolongé par le boulevard de Reuilly au niveau du square Jean-Morin et du croisement avec la rue de Charenton.

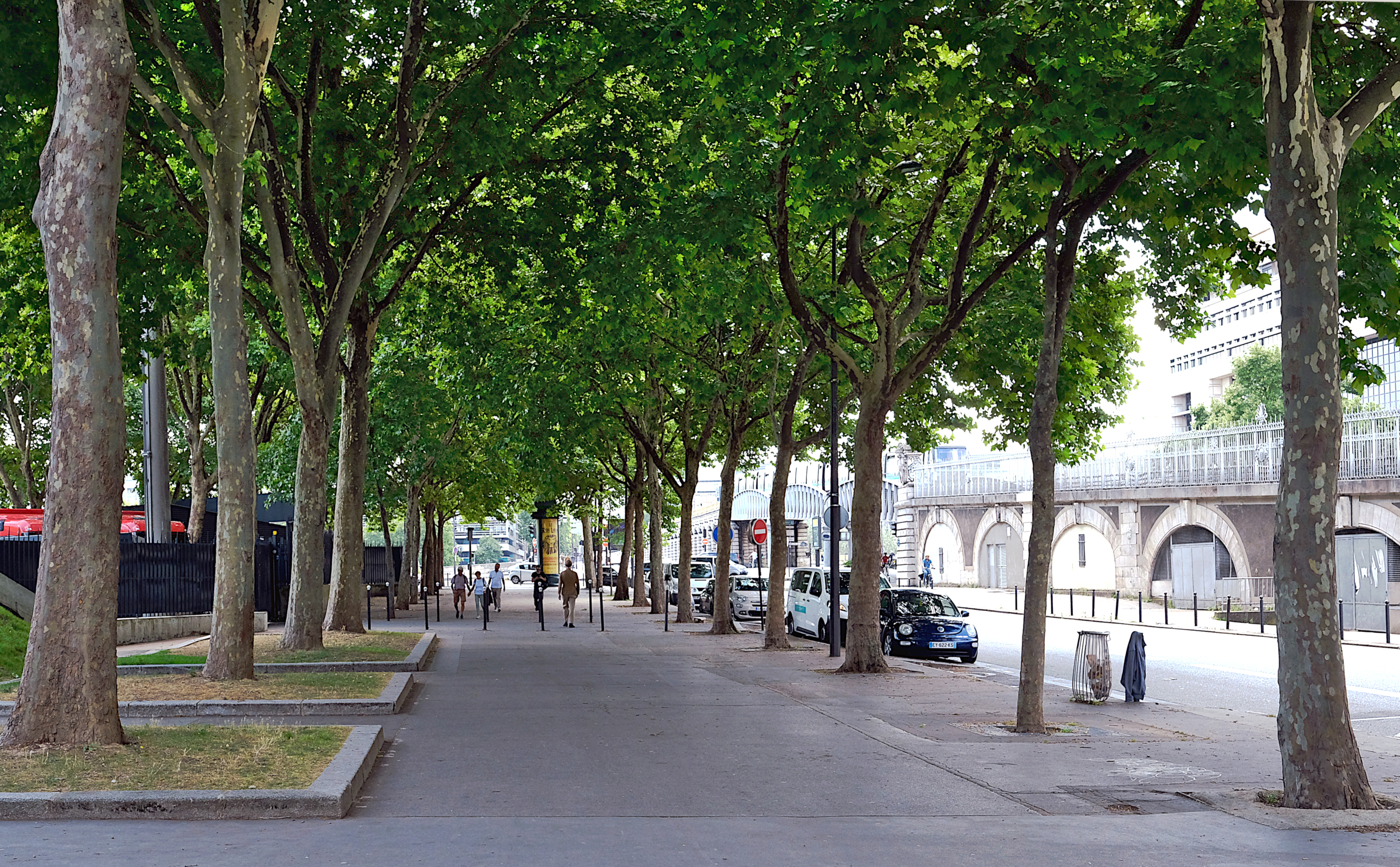
A proximité de Bercy Arena et du pont de Bercy.
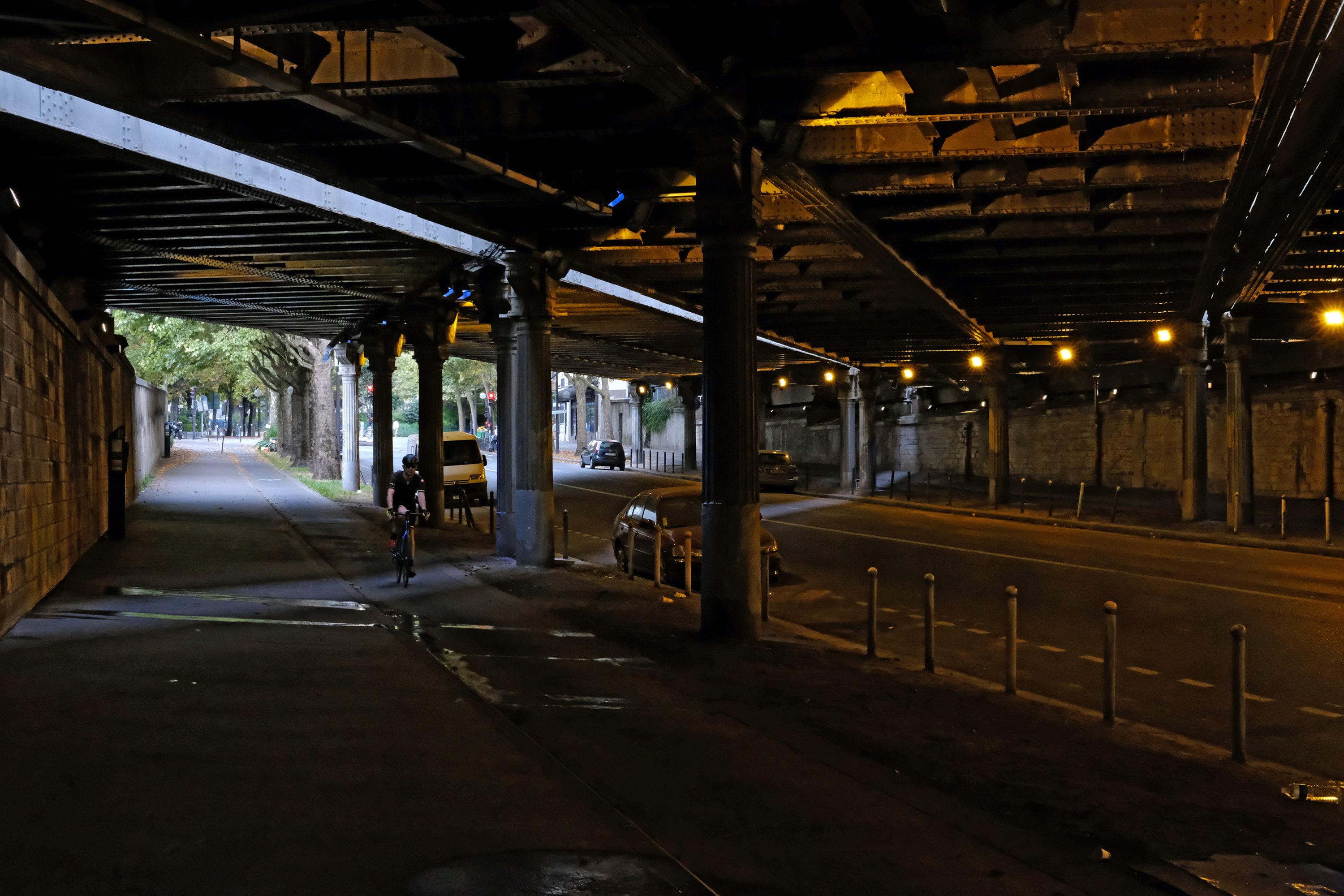
Le boulevard de Bercy passe sous les voies SNCF de la gare de Lyon.